# Živogošće
Živogošće je vesnice a přímořské letovisko na Makarské riviéře, ležící mezi Makarskou a Drvenikem (jižní Dalmácie, Chorvatsko). Administrativně náleží pod opčinu Podgora ve Splitsko-dalmatské župě.
Živogošće má tři pobřežní letoviska a to Porat, Mala Duba a Blato.
Porat je největší a nejrušnější ze tří letovisek. Poratu dominuje vysoký hotel, nejzajímavější je však pobřežní promenáda. Je zde několik restaurací, kaváren, cukráren a obchůdků. Pěšky se dá dojít do letoviska Malá Duba a dále do letoviska Blato.
Mala Duba je nejmenší ze všech tří osad. Jsou zde oblázkové pláže s pozvolným vstupem do moře. V osadě jsou služby jako restaurace, obchod nebo kavárna.
Blato je prázdninová osada, tvořená domy místních obyvatel, apartmány i restaurací s obchodem. Na jižním pobřeží se nacházejí kempy. Dominantou Blata je přístav.

## Galerie

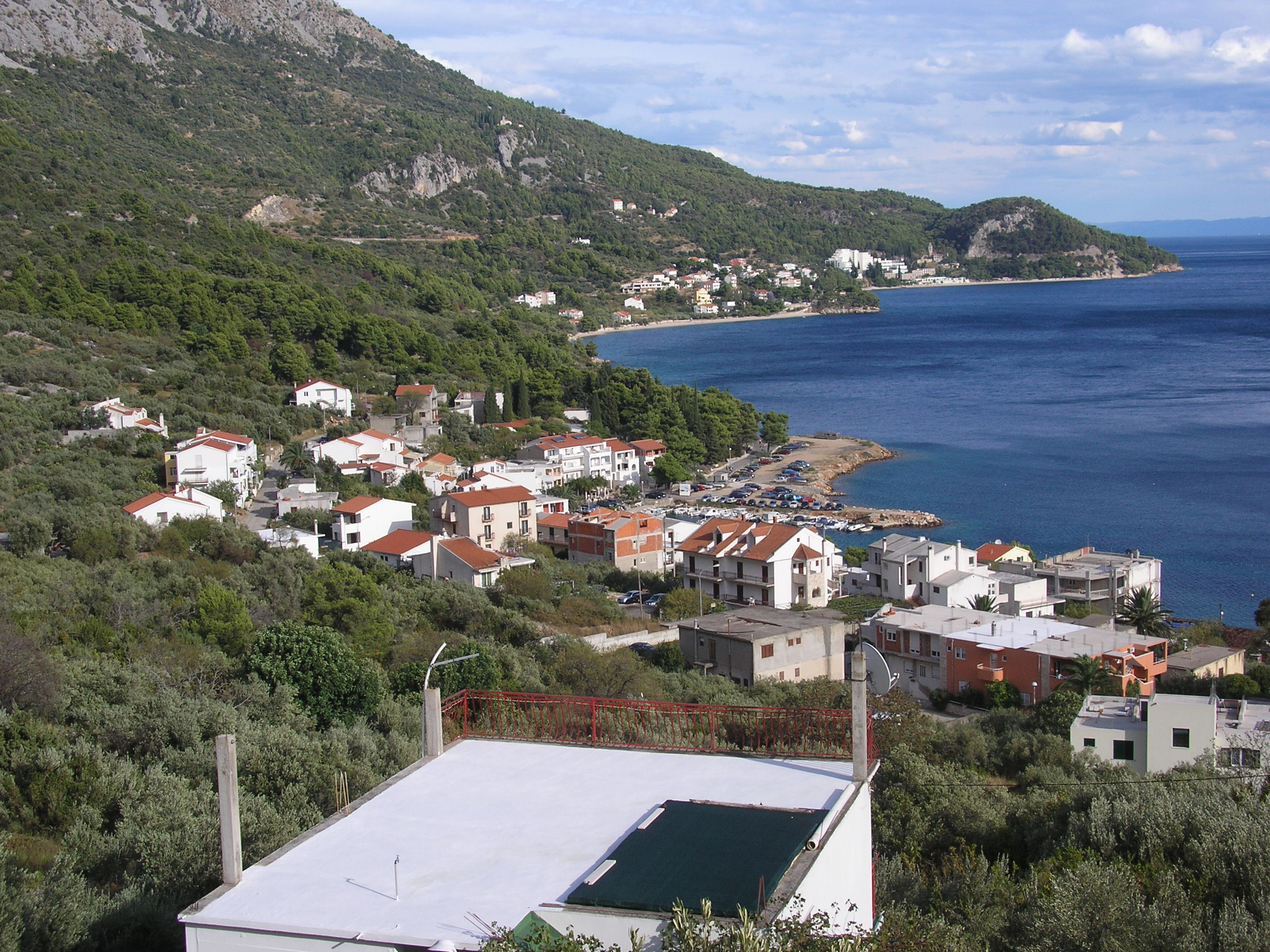
Živogošće-Porat a Živogošće-Mala Duba